# His Wife Knew About It
His Wife Knew About It è un cortometraggio muto del 1916 diretto e interpretato da Sidney Drew.

## Produzione
Il film fu prodotto dalla Vitagraph Company of America.

## Distribuzione
Distribuito dalla General Film Company, il film - un cortometraggio in una bobina - uscì nelle sale cinematografiche statunitensi il 7 gennaio 1916. La Favorite Films ne distribuì una riedizione il 25 marzo 1918.